# Schloss Sostrup

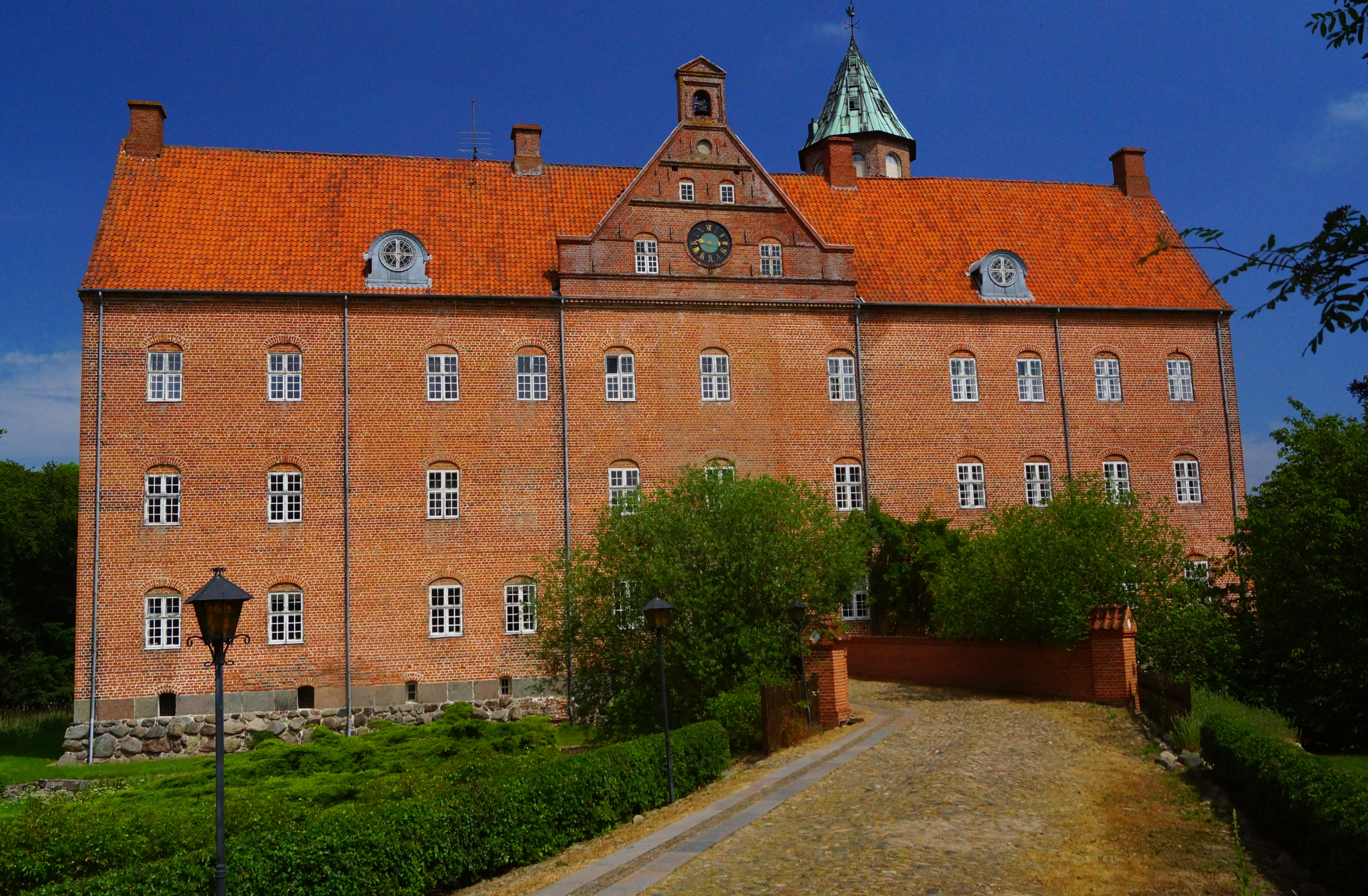
Das Hauptgebäude

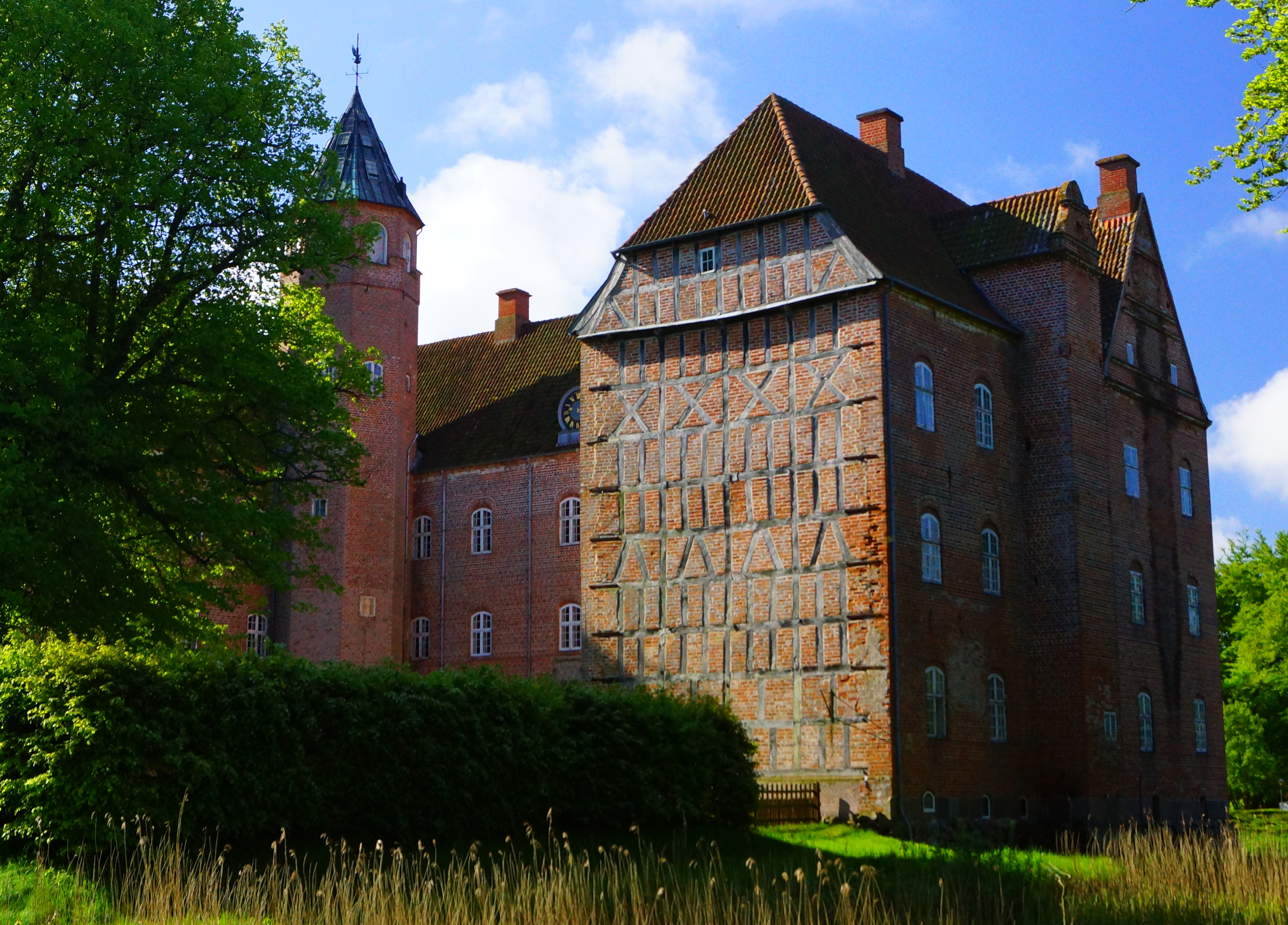
Fachwerkgiebel

Schloss Sostrup ist ein Schloss aus dem 17. Jahrhundert nahe dem dänischen Ort Gjerrild.

## Geschichte
Das Hauptgebäude des Schlosses wurde zwischen 1599 und 1606 errichtet. Ab 1960 war auf dem Gelände von Schloss Sostrup ein Kloster der Zisterzienserinnen mit einem angeschlossenen Gäste- und Exerzitienhaus untergebracht. Die Nonnen bauten südwestlich des Schlosses einen 1992 bezogenen Kloster-Neubau mit eigener Klosterkirche. Im Jahr 2012 wurde die Zisterzienserinnenabtei Sostrup aufgehoben. Schloss Sostrup wurde am 1. Juni 2014 an die Geschwister Kirsten und Anders Bundgaard verkauft, die dort ein Hotel und Tagungszentrum einrichteten.

## Beschreibung
Das Schloss, der Garten und die umliegenden Gebäude umfassen 20 Hektar, zusätzlich gibt es 239,8 Hektar Acker und Wald.

## Besitzer

### Vor dem Bau des heutigen Schlosses
- (vor 1327) Krongut
- (1330–1388) Svend Udsen
- (1388–1410) Jens Lagesen Udsen
- (1410) Gertrud Svendsdatter Udsen verheiratet (1) Kaas (2) Munk
- (1410–1430) Jens Ovesen Kaas
- (1430) Gertrud Svendsdatter Udsen verheiratet (1) Kaas (2) Munk
- (1430–1464) Niels Munk
- (1464–1485) Tom Jensen Kaas / Anders Nielsen Munk
- (1485–1504) Anders Nielsen Munk
- (1504–1530) Gertrud Andersdatter Munk verheiratet Hvas
- (1530–1541) Jens Hvas
- (1541–1565) Christen Jensen Hvas
- (1565–1576) Jørgen Gundesen
- (1576–1579) Inger Gundesdatter
- (1579–1586) Jens Mikkelsen Hvas
- (1586–1599) Jacob Seefeld

### Heutiges Schloss
- (1599–1608) Sophie Bille verheiratete Seefeld
- (1608–1612) Hans Jacobsen Seefeld
- (1612–1631) Jørgen Christensen Skeel
- (1631–1640) Jytte Eskesdatter Brock verheiratet Skeel
- (1640–1688) Christen Jørgensen Skeel
- (1688–1695) Jørgen Christensen Skeel
- (1695–1731) Christen Jørgensen Skeel
- (1731–1786) Jørgen Christensen Scheel
- (1786–1823) Jørgen Jørgensen Scheel
- (1823–1829) Dänemark
- (1829–1840) Jacob von Benzon
- (1840–1888) Ernst August Pyrmont Jacobsen von Benzon
- (1888–1893) Albertine von Benzon
- (1893–1901) Anne Marie Elisabeth von Benzon verheiratete de Mylius
- (1901–1927) Sigismund Ernst Mylius von Benzon
- (1927–1936) Fritze Henny Margrethe von Hedemann verheiratet Mylius von Benzon
- (1936–1943) Ib Mylius von Benzon
- (1943–1945) Benzon Gods A/S
- (1945–1947) Dänemark
- (1947–1950) Sostrup Gods A/S (Schloss)
- (1950–1952) Privatunternehmen (Schloss)
- (1952–1995) Sostrup Gods a/s (Schloss)
- (1952–1960) Harald Mark (Schloss)
- (1960–1966) Sankt Bernhards Stiftelse (das Hauptgebäude)
- (1966–2014) Sankt Bernhards Stiftelse (das Hauptgebäude)
- (1995–2006) P. Ole Fanger (Schloss)
- (seit 2014) Kirsten und Anders Bundgaard